# Poropuntius deauratus
Poropuntius deauratus är en fiskart som först beskrevs av Achille Valenciennes 1842.  Poropuntius deauratus ingår i släktet Poropuntius och familjen karpfiskar. IUCN kategoriserar arten globalt som starkt hotad. Inga underarter finns listade i Catalogue of Life.